# Arno Cabisius
Arno Cabisius (15. September 1843 in Magdeburg – 5. März 1907 ebenda) war ein deutscher Opernsänger (Bariton), Theaterregisseur und -leiter.

## Leben
Cabisius entstammte einer musikalischen Familie und erhielt auch von seinem Vater Julius Cabisius, später Konzertmeister in Bremen, den ersten musikalischen Unterricht. Seine eigentliche Ausbildung übernahm Julius Stockhausen, der Cabisius für den Konzertgesang bestimmte.
Allein man ermunterte ihn, seine schöne Erscheinung und die Kraft des Organs für die Bühne zu verwenden und so versuchte er sich 1867 auf dem Stadttheater in Mainz. Er gefiel und beschloss bei der Bühne zu bleiben. Dann wurde er an das Stadttheater in Danzig engagiert, kam nachher nach Posen und Freiburg ins Engagement und überall erweckte sein schöner Bariton und seine künstlerische Routine allgemeine Anerkennung.
1873 folgte er einem Rufe an das Stadttheater in Stettin, wo er drei Jahre lang als Liebling des Publikums wirkte. Dann erschien er noch als „Hans Heiling“, „Vampyr“, „Templer“, „Holländer“, „Tell“, „Don Juan“ etc. auf den Bühnen in Lübeck, Danzig und Prag (Antrittsrolle „Tell“), bis er 1886, nach einem erfolgreichen künstlerischen Wanderleben, die Direktion des Stettiner Stadttheaters, an dem er zuletzt auch als Sänger tätig gewesen war, übernahm. Im Jahr 1891 wurde ihm die Leitung des Stadttheater Magdeburg übertragen. Dort wirkte er allgemein beliebt und unterließ nichts, diese Bühne zu einem hervorragenden Kunstinstitute zu gestalten. Er war Mitglied der Magdeburger Freimaurerloge Ferdinand zur Glückseligkeit.
Cabisius war seit 1881 mit Elisabeth Kreuzer (1845–1936), der Tochter des seinerzeit berühmten Sängers Heinrich Kreuzer, verheiratet.